# Hymenophyllum lobbii
Hymenophyllum lobbii är en hinnbräkenväxtart som beskrevs av Moore. Hymenophyllum lobbii ingår i släktet Hymenophyllum och familjen Hymenophyllaceae. Inga underarter finns listade.